# 鑑評騎士
鑑評騎士（かんぴょうきし）とは、主にヨーロッパの食文化に精通し、著名な活動や食文化の普及に功績のある者、或いは一定の知識や技能を有する者に対して授与される民間称号。主にフランスチーズに見られる称号である。

## フランスチーズ鑑評騎士

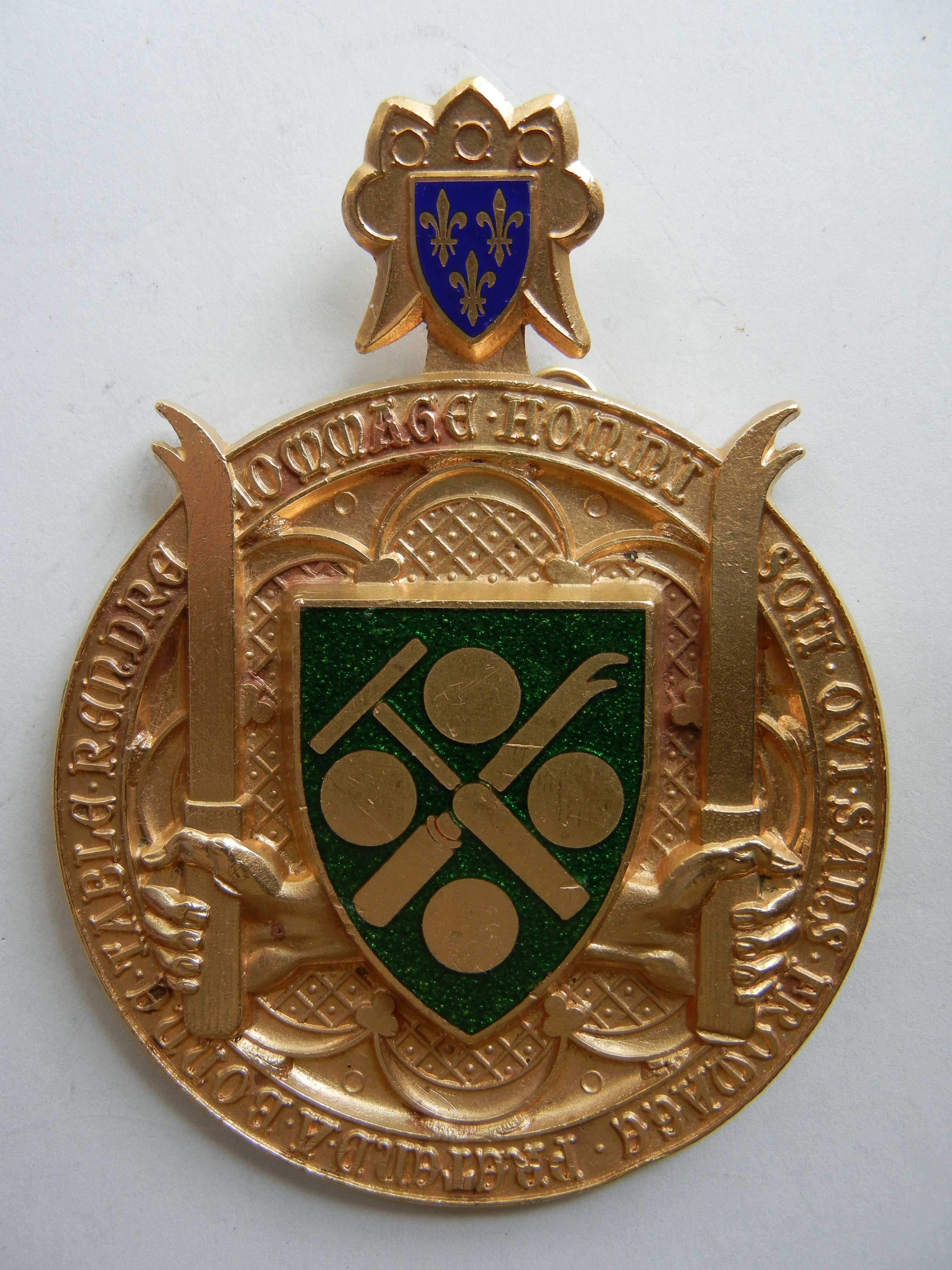
チーズ鑑評騎士メダル

フランスチーズ鑑評騎士とは、1954年、フランスにおける伝統的なチーズの製造方法及びチーズ製造・販売に携わる人々を保護しまたは支援するためにフランスで設立された「フランスチーズ鑑評騎士の会」（Confrérie des chevaliers du taste-fromage de France）が授与する民間称号のことである。
グラン・オフィシエ、プロフェショネル、シュバリエの階級に分かれている。
現在、各国に支部があり、一年以上の在籍年数を有する会員2名、理事1名の推薦を経て称号を授与される。また、関連する称号にチーズ熟成士がある。

## シャンパーニュ騎士団
シャンパーニュ騎士団とは、1956年にフランスシャンパーニュ地方で設立され、「シャンパーニュとシャンパーニュ地方を代表し、販促のみならずシャンパーニュの多様性を称賛する」ことを目的として活動している民間業界団体。シュバリエ、オフィシエ、シャンベラン、ディンティールならびにコマンドールの階級に分かれている。